# Martin Martinásek
Martin Martinásek (11. listopadu 1888 - ???) byl československý politik a meziválečný poslanec Národního shromáždění za Republikánskou stranu zemědělského a malorolnického lidu (agrárníky).

## Biografie
Profesí byl dle údajů z roku 1935 rolníkem a zemským tajemníkem republikánské strany, bytem v Brně. V zemských volbách roku 1928 byl zvolen do Moravskoslezského zemského zastupitelstva. Uvádí se jako rolník ze Studnice u Vyškova.

V parlamentních volbách v roce 1935 byl zvolen do Národního shromáždění. Mandát si oficiálně udržel do zrušení parlamentu roku 1939, přičemž v prosinci 1938 ještě přestoupil do poslaneckého klubu nově ustavené Strany národní jednoty.